# Roupala sculpta
Roupala sculpta är en tvåhjärtbladig växtart som beskrevs av Herman Otto Sleumer. Roupala sculpta ingår i släktet Roupala och familjen Proteaceae. Inga underarter finns listade i Catalogue of Life.